# Светозар Съев
Светозар Стоянов Съев е български инженер, икономист и политик, съосновател и председател на партия „Кой“ (с девиз „Компетентност, отговорност и истина“).

## Биография
Светозар Съев е роден на 19 май 1957 г. Средното си образование завършва в ОТЕА „Сергей Миронович Киров“ в София (1972 – 1976 г.), а след това учи висше във ВМЕИ – София (1978 – 1983 г.) и ВИИ „Карл Маркс“ (1987 – 1989 г.) в София.
На президентските избори през 2016 г. е кандидат за вицепрезидент заедно с кандидата за президент Пламен Пасков, издигнати от Инициативен комитет. При 57,47% избирателна активност и 100% обработени протоколи те получават 0,26% подкрепа (или 10 103 гласа).
На парламентарните избори през 2022 г. е кандидат за народен представител от коалиция „Справедлива България“, в която участва и неговата партия. Втори в листите за 23 МИР София и 25 МИР София.